# Live at The Gaslight 1962
Live at The Gaslight 1962 es un álbum en directo del músico estadounidense Bob Dylan, publicado por la compañía discográfica Columbia Records en octubre de 2005 y distribuido de forma exclusiva por un periodo de dieciocho meses por la compañía Starbucks. 
El álbum recoge diez canciones grabadas durante los primeros conciertos de Dylan en el café The Gaslight de Greenwich Village, antes de grabar sus primeros álbumes y de saltar a la fama. Gracias a la cooperación de varios propietarios de clubes y a la destreza de la mujer de Dave Van Ronk, Terri Thal, Dylan pudo grabar varios conciertos de la época en un magnetófono acoplado a la sala de sistema PA. Sin embargo, en 2016, durante una entrevista, el ingeniero de sonido Richard Alderson, quien había diseñado el sistema de sonido del Gaslight y que en 1966 se haría cargo del sonido para la gira de mundial de Dylan, afirmó que él fue quien grabó las actuaciones de Gaslight a petición de los propietarios del local. Estas grabaciones circularon de forma pirata entre los seguidores de Dylan durante varios años y aparecieron por primera vez como bootlegs en formato vinilo a finales de 1973.
La grabación completa, que incluye diecisiete canciones, es reconocida entre los coleccionistas con el título de «Second Gaslight Tape» o «Third Gaslight Tape». Dos canciones fueron publicados con anterioridad en dos discos oficiales del catálogo de Dylan: «No More Auction Block» apareció en The Bootleg Series Volume 1-3 (Rare & Unreleased) 1961-1991, mientras que «Handsome Molly» se incluyó en la publicación japonesa Live 1961-2000: Thirty-Nine Years of Great Concert Performances. Un tercer tema, «The Cuckoo (Is A Pretty Bird)», se incluyó en un disco promocional distribuido en tiendas de Estados Unidos de forma conjunta con la autobiografía del músico, Chronicles, Vol. 1.

## Canciones
Live at The Gaslight 1962 incluye las primeras interpretaciones de tres composiciones de Dylan: «A Hard Rain's a-Gonna Fall», «Don't Think Twice, It's All Right» y «John Brown». Las dos primeras aparecieron un año después en el álbum The Freewheelin' Bob Dylan; sin embargo, «John Brown» no apareció en una publicación oficial de Dylan salvo en el álbum de 1993 MTV Unplugged. 
Las restantes canciones de Live at the Gaslight 1962 con canciones folk tradicionales. «Rocks and Gravel» es una adaptación propia de la canción de Brownie McGhee «Solid Road» y de la canción de Leroy Carr «Alabama Woman», originalmente incluida en la secuencia de The Freewheelin' pero omitida finalmente del álbum.
«The Cuckoo» fue grabada originariamente en la década de 1920 por el músico Clarence Ashley. Según Thomas Goldsmith de The Raleigh News & Observer, «The Cuckoo» desciende de una balada tradicional del folk como monólogo interior donde «el cantante relata sus deseos: jugar, ganar y recuperar el afecto de su amor».
Descrita por el crítico Dave Marsh como «la canción folk más extendida en inglés», «Barbara Allen» data del siglo XVII, cuando ya Samuel Pepys mencionó la canción en sus diarios, en la entrada del 2 de enero de 1665. Similares pero diferentes versiones de la balada fueron adscritas a la tradición folk inglesa y escocesa, y cuando «Barbara Allen» volvió a Norteamérica por los primeros colonizadores europeos, ninguna versión de «Barbara Allen» fue considerada dominante o definitiva. Con los años se han encontrado numerosas variaciones de la balada, llegando a contar cerca de cien variantes solo en el Estado de Virginia, si bien la versión que canta Dylan en Live at The Gaslight 1962 está basada en la tradición folk inglesa.

## Recepción
Live at The Gaslight 1962 fue bien recibido por críticos musicales y coleccionistas como Greil Marcus, quien escribió sobre las grabaciones a finales de la década de 1960. En Entertainment Weekly, David Browne otorgó al álbum una8 yhh nota A- y escribió: «Aunque Dylan era muy joven para tocar «Moonshiner», Gaslight es un recuerdo fascinante de que Dylan nunca fue el típico folkie».
Debido al contrato de exclusividad entre Columbia Records y Starbucks para distribuir el álbum exclusivamente en tiendas de la compañía, la compañía HMV retiró todos los productos de Dylan de sus tiendas en señal de protesta, del mismo modo que hizo anteriormente con productos de The Rolling Stones y Alanis Morissette por acuerdos similares. HMV comenzó a reponer los productos de Dylan en diciembre de 2005 para capitalizar las fechas navideñas, y restauró el resto de la discografía del músico en la primavera de 2006. Posteriormente, con el fin de satisfacer a posibles clientes de HMV frustrados, Columbia ofreció gratuitamente Live at The Gaslight 1962 con la compra de cualquier artículo de Dylan.

## Lista de canciones
Todas las canciones escritas y compuestas por tradicionales arregladas por Bob Dylan excepto donde se anota. 
| N.º | Título                              | Escritor(es)              | Duración |  |
| 1.  | «A Hard Rain's A-Gonna Fall»        | Bob Dylan                 | 6:40     |  |
| 2.  | «Rocks and Gravel»                  | Bob Dylan                 | 4:58     |  |
| 3.  | «Don't Think Twice, It's All Right» | Bob Dylan                 | 3:09     |  |
| 4.  | «The Cuckoo (Is a Pretty Bird)»     | Arr.: Clarence Ashley     | 2:18     |  |
| 5.  | «Moonshiner»                        |                           | 4:05     |  |
| 6.  | «Handsome Molly»                    |                           | 2:44     |  |
| 7.  | «Cocaine»                           | Arr.: Reverend Gary Davis | 2:56     |  |
| 8.  | «John Brown»                        | Bob Dylan                 | 5:53     |  |
| 9.  | «Barbara Allen»                     |                           | 7:49     |  |
| 10. | «West Texas»                        |                           | 5:37     |  |